# میگل میراندا (بازیکن فوتبال)
میگل ادواردو میراندا کامپوس (اسپانیایی: Miguel Eduardo Miranda Campos‎؛ زادهٔ ۱۳ اوت ۱۹۶۶ در لیما – درگذشته ۶ مارس ۲۰۲۱) دروازه‌بان فوتبال اهل پرو بود.

## باشگاهی
از باشگاه‌هایی که در آن بازی کرده‌است می‌توان به باشگاه فوتبال اسپورتینگ کریستال، باشگاه فوتبال اونیورسیتاریو ده دپورتس، دپورتیوو وانکا و گوانگ‌ژو آر و اف (چین) اشاره کرد.

## تیم ملی
وی همچنین در سال‌های ۱۹۹۳–۲۰۰۱ میلادی در تیم ملی فوتبال پرو بازی کرده‌است. میراندا اولین بازی ملی خود را در ۲۶ می ۱۹۹۳ در برابر ایالات متحده (۰–۰) و آخرین مسابقه بین‌المللی خود را در ۱۴ نوامبر ۲۰۰۱ در مقابل بولیوی (۱–۱) برای کشورش انجام داد.

## زندگی بعدی
میگل پس از فعالیت‌های حرفه‌ای در رقابت‌های فوتبال در پرو از ۲۰۱۰ تا ۲۰۱۹ مربی فوتبال شد.
میگل در ۶ مارس ۲۰۲۱ در سن ۵۴ سالگی درگذشت.